# Julie Rocheleau
Julie Rocheleau (née en 1982) est une conceptrice de dessins animés, dessinatrice de bandes dessinées et illustratrice canadienne.

## Biographie
De 1999 à 2002, elle étudie le dessin animé traditionnel au Cégep du Vieux Montréal, et devient pigiste dans ce domaine de 2002 à 2011. Elle travaille à la conception de personnages et aux storyboards (scénarimages)  pour différents studios d'animation, ainsi que sur quelques courts métrages indépendants. En parallèle, elle illustre de nombreux livres jeunesse.
Elle entreprend la bande dessinée en 2009 avec La fille invisible, sur un scénario d'Émilie Villeneuve. L'album obtient les Joe Shuster Awards et, au Festival de la bande dessinée francophone de Québec, le prix Réal-Filion récompensant un premier album professionnel.
En 2013, Olivier Bocquet (scénario) et Rocheleau (dessin) publient leur première bande dessinée, chez Dargaud : le triptyque La Colère de Fantômas. Cette publication reçoit un accueil public et critique favorable dans la presse,,.
Au cours de son travail avec Bocquet, Rocheleau sympathise avec la scénariste Véronique Cazot et toutes deux publient Betty Boob chez Casterman en 2017 : une narration presque muette dans laquelle l'héroïne, Élisabeth, subit l'ablation d'un sein, la perte de son emploi et de son compagnon avant de prendre un nouveau départ dans la vie ; l'histoire, racontée sous un angle burlesque et optimiste, remporte un certain succès critique : les autrices reçoivent en 2018 le Prix de la BD Fnac, le prix des libraires du Québec et le Prix Albéric-Bourgeois.

## Publications

### Albums de BD
- La fille invisible, scénario d'Émilie Villeneuve, Glénat, 2010, 48 p.  (ISBN 9782923621197)
- Les bois de justice, tome 1 de La Colère de Fantômas, scénario d'Olivier Bocquet, Dargaud, 2013, 56 p.  (ISBN 9782205070194)
- Tout l'or de Paris, tome 2 de La Colère de Fantômas, scénario d'Olivier Bocquet, Dargaud, 2014, 56 p.  (ISBN 9782205071726)[12]
- À tombeau ouvert, tome 3 de La Colère de Fantômas, scénario d'Olivier Bocquet, Dargaud, 2015, 56 p.  (ISBN 9782205073164)[13],[14]
- La Petite Patrie, scénario de Normand Grégoire, adaptation du roman de Claude Jasmin, La Pastèque, 2015, 88 p.  (ISBN 978-2-923841-76-2)[15],[16]
- Betty Boob, scénario de Véro Cazot, Casterman, 2017, 179 p.  (ISBN 9782203112407)
- Traverser l'autoroute, scénario de Sophie Bienvenu, La Pastèque, 2020, 83 p.  (ISBN 978-2-89777-079-2)
- Globe-trotteuses, le tour du monde de Nellie Bly et Elizabeth Bisland, scénario de Julian Voloj, Dargaud, 2024, 184 p.  (ISBN 9782205088731).

### Albums jeunesse
- Tommy l'enfant-loup : les aventures de Bill Bilodeau, l'ami des animaux, texte de Samuel Archibald, illustrations de Julie Rocheleau, Le Quartanier, 2015

### Court-métrage d'animation
- La Ballade des enfarinés, avec Guillaume Pelletier-Auger, 2006[17]

## Prix et distinctions
- 2010 : Prix Marc-Olivier Lavertu (bourse offerte par les étudiants en bande dessinée de l’université du Québec en Outaouais) pour La Fille invisible (avec Émilie Villeneuve)
- 2011 : 
  - Prix Joe Shuster de la meilleure coloriste pour La Fille invisible
  - Prix Bédéis causa Réal-Filion pour La Fille invisible (avec Émilie Villeneuve)
- 2013 :  Prix de bande dessinée du festival Interpol'Art de Reims pour La Colère de Fantômas, t. 1 : Les Bois de justice (avec Olivier Bocquet)[18]
- 2014 :
  - Prix Albéric-Bourgeois pour La Colère de Fantômas, t. 1 : Les Bois de justice (avec Olivier Bocquet)[19]
  -  Prix Cutting Edge (nl) de la meilleure bande dessinée étrangère pour La Colère de Fantômas, t. 1 : Les Bois de justice (avec Olivier Bocquet)[20]
  - Prix Joe-Shuster du meilleur dessinateur de couverture pour La Colère de Fantômas, t. 1 : Les Bois de justice
- 2015 : Prix Albéric-Bourgeois pour Tout l'or de Paris[21]
- 2016 : Prix BD Polar Expérience/Le Petit Bulletin, à Quais du polar, pour La Colère de Fantômas (avec Olivier Bocquet)[22]
- 2017 : Prix jeunesse des libraires du Québec[23] pour Tommy l'enfant-loup : les aventures de Bill Bilodeau, l'ami des animaux qu'elle a illustré, sur un texte de Samuel Archibald
- 2018 : 
  -  Prix de la BD Fnac pour Betty Boob, texte de Véro Cazot
  - Prix Bédéis causa Albéric-Bourgeois[24] pour Betty Boob, texte de Véro Cazot
  - Prix des libraires du Québec catégorie BD[25] Québec, pour Betty Boob, texte de Véro Cazot

#### Chroniques
- Jean-Claude Loiseau, « La Colère de Fantômas Tome 1 : Les Bois de Justice Olivier Bocquet et Julie Rocheleau », Télérama,‎ 16 février 2013
- Laurence Le Saux, « Lu et approuvé. « Fantômas » : La Colère de Fantômas, d'Olivier Bocquet et Julie Rocheleau », Télérama,‎ 23 février 2013
- E. L., « La Colère de Fantômas. Tome 1 - Les Bois de justice Par Olivier Bocquet et Julie Rocheleau. », L'Express, no 3210,‎ 9 janvier 2013
- Lysiane Ganousse, « Fantômas, noir sang », L'Est républicain,‎ 6 avril 2013
- Louis Moulin, « Les superhéros franciliens d'antan font leur retour en BD », Le Parisien,‎ 18 mai 2013
- Cynthia Brisson, La savoureuse colère de Julie Rocheleau, Les libraires, 15 avril 2013

#### Interviews
- Marianne St-Jacques, Julie Rocheleau : « Fantômas est une icône ; j’avais peur de m’en approcher. », Actua BD, 11 avril 2015